# Longueur d'un arc
Pour un article plus général, voir Périmètre.

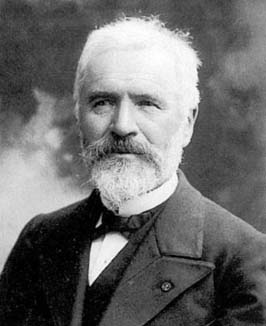
Camille Jordan est l'auteur de la définition la plus courante de la longueur d'un arc.

En géométrie, la question de la longueur d'un arc est simple à concevoir (intuitive). L'idée d'arc correspond à celle d'une ligne, ou d'une trajectoire d'un point dans un plan ou l'espace par exemple. Sa longueur peut être vue comme la distance parcourue par un point matériel suivant cette trajectoire ou encore comme la longueur d'un fil prenant exactement la place de cette ligne. La longueur d'un arc est, soit un nombre positif, soit l'infini.
Un vieil exemple est celui du demi-cercle de rayon r, où r désigne un nombre réel positif. Sa longueur est égale à πr. Un exemple, plus simple, est donné par un segment, sa longueur est égale à la distance qui sépare ses deux extrémités.
Selon l'époque, différentes méthodes permettent de définir et de mesurer la longueur d'un ensemble d'arcs de plus en plus vaste. Eudoxe de Cnide, un mathématicien grec du IVe siècle av. J.-C., puis Archimède utilisent une méthode, dite d'exhaustion pour calculer celle d'un arc de cercle. La physique de la fin du XVIIe siècle développe une nouvelle approche, fondée sur les progrès réalisés en mécanique du point grâce en particulier au calcul infinitésimal appliqué à l'astronomie. La longueur d'un arc est perçue comme le produit du temps nécessaire à un point matériel pour parcourir l'arc par sa vitesse, si elle est supposée constante. Cette définition est généralisée par Bernhard Riemann et devient la pierre angulaire pour construire une distance et de nouvelles formes de géométries, sur des objets maintenant appelés variétés riemanniennes.
Pour le mathématicien français Camille Jordan (1838 - 1922), ces définitions sont trop restrictives. Il s'intéresse aux propriétés d'une courbe fermée, c'est-à-dire un arc dont le point initial se confond avec le point final. La définition précédente, issue de la physique deux siècles plus tôt, suppose que l'arc soit dérivable. Cette limitation empêche l'usage d'un vaste arsenal de méthodes, pourtant indispensables à la résolution de nombreuses questions. Il propose une nouvelle définition, à l'aide d'une borne supérieure et de la longueur d'une ligne polygonale. C'est maintenant la plus communément utilisée. Pour Hermann Minkowski (1864-1909), les idées de Jordan sont peu adaptées à ses besoins. Dans le contexte des questions qu'il se pose, la longueur qu'il cherche à définir est surtout celle de la frontière d'une surface. Un cercle est défini comme l'ensemble des points P d'un disque tels que tout voisinage de P contient un point du disque et un point extérieur. Il définit la longueur à l'aide de la notion intuitive de tube, correspondant à l'ensemble des points situés à une distance inférieure à r d'un point de l'arc. Cette définition se prête à de nombreuses généralisations, qui permettent même de donner un sens à la longueur d'une courbe fractale.

## Premiers calculs

Le mathématicien chinois Liu Hui utilise la méthode d'exhaustion pour le calcul de π.

L'une des mesures de longueur la plus célèbre et la plus ancienne est celle d'un demi-arc de cercle de rayon 1. Cette longueur, notée π est calculée depuis bien longtemps. Pour les babyloniens, sa valeur se calcule grâce à la relation qui relie l'aire du cercle avec le périmètre du demi-arc, ils trouvent l'approximation 3 + 1/8.
Un progrès théorique important est l'œuvre d'Archimède. Pour le physicien, un polygone convexe dont les sommets sont des points du cercle est de périmètre plus petit que celui du cercle. En effet, il est plus court, pour rejoindre deux sommets consécutifs de passer par l'arête (le segment est le plus court chemin entre ses deux points d'extrémités), ce qui donne une minoration de π. Inversement, le polygone convexe régulier dont chaque milieu d'arête est un point du cercle est de périmètre plus grand. S'il ne peut démontrer cette proposition en général car il ne dispose pas d'une définition de la longueur d'un arc qui lui permettrait de réaliser cette prouesse, elle semble intuitive à l'œil, et résulte (dans le cas du cercle) de la proportionnalité entre les aires de secteurs circulaires et les arcs qui les sous-tendent. À l'aide d'un polygone régulier de 96 côtés, il démontre que la valeur de π se situe entre 3 + 1/7 et 3 + 10/71. Le principe du calcul est donné dans l'article pi.
La méthode est générale pour tout arc dont la convexité se situe toujours du même côté, c'est-à-dire dont l'arc n'est composé que de points frontières de l'enveloppe convexe. Toute ligne polygonale, dont les sommets sont situés sur l'arc, possède une longueur plus petite que celle de l'arc étudié. On dispose ainsi d'un minorant. On peut alors construire une suite de lignes polygonales de longueurs croissantes (pn) toutes plus petites que la longueur de l'arc. On construit ensuite une suite de lignes polygonales à l'extérieur de l'enveloppe convexe, dont les extrémités sont ceux de la ligne polygonale et qui longent de plus en plus précisément l'arc. La suite des longueurs (Pn) est choisie décroissante et chaque longueur est plus grande que celle de l'arc. Les seules valeurs possibles, pour la longueur de l'arc, sont situées dans le segment [pn, Pn]. La suite est construite de manière que la distance entre pn et Pn soit de plus en plus petite à tel point que pour tout nombre strictement positif ε, il existe une valeur n tel que Pn – pn soit strictement plus petit que ε. L'intersection de tous les intervalles [pn, Pn] est réduite à un point, qui est nécessairement la longueur de l'arc. Cette méthode est dite d'exhaustion.
Elle est utilisée par le mathématicien chinois Liu Hui durant le IIIe siècle avec des approximations plus performantes que celles d'Archimède. Il trouve la valeur approchée de π égale à 3,1416. Cette méthode reste en vigueur jusqu'à la fin du XVIIe siècle et permet de trouver d'autres résultats comme la longueur d'un arc de spirale logarithmique par Torricelli en 1645 ou de cycloïde par Christopher Wren.

## Arc de classeC1

### Une approche cinématique

La longueur d'un arc parcouru à une vitesse f durant la période de longueur a est égale à l'aire en jaune sur la figure.

Le XVIIe siècle est celui de Galilée. La notion de vitesse instantanée prend un sens, et même deux. La vitesse est tout d'abord un vecteur, celui qu'il faut multiplier par une durée a pour connaître la position d'un point se déplaçant de manière rectiligne uniforme au bout d'un délai a. C'est aussi un scalaire, celui qui indique la distance parcourue au bout de la durée a, dans le cas d'un déplacement uniforme. On parle de vitesse curviligne pour différencier cette grandeur de la vitesse vectorielle. La vitesse curviligne correspond à la norme du vecteur vitesse. Souvent, le terme de vitesse, utilisé dans le langage courant, correspond à la vitesse curviligne, par exemple dans l'expression vitesse de 80 km/h, qui correspond à un scalaire et non à un vecteur. 
Cette définition permet une nouvelle manière d'appréhender la longueur d'un arc. Pour connaître cette longueur, il suffit de trouver une fourmi, supposée petite, se déplaçant toujours à une vitesse curviligne f constante, de lui faire parcourir l'arc. Si la durée du parcours de l'arc est égale à a, alors sa longueur est a.f. Si cette idée est fructueuse, elle demande à être aménagée. Modéliser le parcours d'un arc à vitesse constante est une question souvent plus difficile que le calcul de la longueur recherchée. Si la vitesse f est constante, la longueur peut être vue comme la surface d'un rectangle de longueur le temps a, nécessaire pour parcourir l'arc et de hauteur f. Si la vitesse n'est pas constante, on remplace la droite y = f dans un repère cartésien par la ligne d'équation y = f(t), où t varie entre 0 et a. La longueur de l'arc est égale à l'aire située entre les trois droites x = 0, x = a, y = 0 et la ligne y = f(t). On trouve l'aire illustrée en jaune sur la figure de droite.
Cette nouvelle approche prend forme à travers l'étude de la parabole semi-cubique, d'équation cy2 = x3. Vers 1660, ce problème est célèbre et intéresse de nombreux mathématiciens. La question du calcul de la longueur d'un arc, que l'on appelait alors problème de rectification, était à l'époque considérée comme très difficile, voire souvent impossible. John Wallis publie la solution en 1659 et en attribue la paternité à Neil. Une des raisons de la célébrité de la preuve est qu'elle débouche sur une valeur constructible à la règle et au compas, naissance d'un fol espoir de résolution de la quadrature du cercle. Cette solution est reproduite par Van Heuraet la même année avec une méthode de rectification de la parabole à l'aide du calcul de la quadrature d'une hyperbole. Le problème de la quadrature d'une surface est celui consistant à déterminer son aire. En 1660, Pierre de Fermat généralise l'approche à toute courbe, qu'à l'époque on imagine comme toujours dérivable, au moins par morceau, même si la notion de dérivée n'est pas encore formalisée.
Un pas de géant est franchi entre 20 et 30 ans plus tard, lorsque Isaac Newton et Gottfried Wilhelm Leibniz découvrent le calcul infinitésimal et le second théorème fondamental de l'analyse, indiquant la relation entre la dérivée et l'intégrale. La longueur L d'un arc parcouru durant une période a à une vitesse curviligne égale à f(t) à l'instant t est égale à :

### Définitions
Pour être précis, quelques définitions doivent être données. Ici, E désigne un espace euclidien de dimension n et ℝ l'ensemble des nombres réels. Pour définir une longueur, il est utile d'associer un sens précis au mot arc paramétré de classe Cp, si p est un entier positif :
Définition d'un arc paramétré —  Un arc paramétré de classe Cp est un couple (I, f) composée d'un intervalle I de ℝ et d'une fonction de I dans un espace euclidien, p fois dérivable, dont la dérivée pième est continue et dont la dérivée première ne s'annule jamais.
Demander à la dérivée première de ne jamais s'annuler permet d'éviter des singularités qui ne sont pas l'objet de cet article. Cette définition fournit à la fois l'arc et une manière de le parcourir. Pourtant, géométriquement, parcourir un arc rapidement ou lentement, dans un sens ou dans un autre, ne modifie pas la nature de l'arc. Pour cette raison, on définit une classe d'équivalence entre les arcs paramétrés :
Définition d'arcs Cp-équivalents — Soient (I, f) (J, g) deux arcs paramétrés à valeurs dans E. S'il existe un difféomorphisme θ de classe Cp de I dans J tel que g∘θ soit égal à f on dit que les deux arcs paramétrés sont Cp-équivalents.
Par exemple, le parcours deux fois d'un cercle par un arc paramétré n'est jamais équivalent à un arc paramétré parcourant une seule fois le cercle. En effet, dans un cas tout point du cercle possède deux antécédents et dans l'autre cas un unique, un difféomorphisme ne peut exister. On peut maintenant énoncer la définition d'un arc géométrique :
Définition d'un arc géométrique de classe Cp — Un arc géométrique est une classe d'équivalence d'arcs Cp-équivalents.
Il devient possible de définir rigoureusement la longueur d'un arc géométrique :
Définition de la longueur d'un arc géométrique de classe Cp — La longueur d'un arc géométrique ayant pour représentant (I, f) est la valeur L de l'intégrale suivante, égale à un nombre positif ou à l'infini :
L'intégrale n'est pas nécessairement finie car l'intervalle I n'est pas nécessairement un segment. Par exemple, si I est égal à ℝ et f à la fonction qui à t associe exp(it) à valeurs dans les nombres complexes identifiés au plan euclidien, l'arc géométrique parcourt un nombre infini de fois le cercle unité, sa longueur est infinie.
Pour que la définition ait du sens, il est nécessaire que les longueurs de deux arcs Cp équivalents soient les mêmes. On le vérifie simplement. Si (I, f) et (J, g) sont deux arcs paramétrés Cp équivalents et si le difféomorphisme θ vérifie g∘θ = f, alors l'intégration par changement de variable montre que :

### Formulation

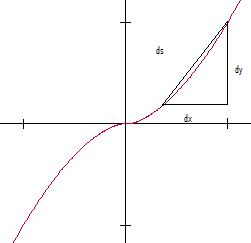
Le théorème de Pythagore offre une autre explication intuitive de la formule de la longueur d'un arc.

Si E désigne un plan euclidien, la fonction f peut s'exprimer à l'aide de deux fonctions coordonnées, de I dans ℝ, notées ici x(t) et y(t). Si les coordonnées s'expriment dans une base orthonormale et si ]a, b[ désigne l'intervalle I, la formule précédente devient :
Sous cette forme, la longueur de l'arc trouve une autre justification intuitive que celle de la vitesse. Soit t et dt deux réels positifs tel que t et t + dt soient éléments de I. Notons (x, y) les coordonnées de l'image de t et (x + dx, y + dy) celle de t + dt. Cette situation est illustrée sur la figure de droite. Si dt est suffisamment petit, la courbe est proche de son approximation tangente. Identifier entre ces deux valeurs du paramètre l'arc avec son approximation linéaire tangente au point t ramène  localement le calcul à celui de la longueur ds de l'hypoténuse d'un triangle rectangle, qui se calcule avec le théorème de Pythagore :
Il existe un cas particulier usuel, celui où la courbe est le graphe d'une fonction g de classe C1 sur un intervalle I et à valeurs dans ℝ. Pour revenir à une situation plus proche de la précédente, on peut considérer que la courbe est représentée par l'arc paramétré (I, f) où f est la fonction de I dans ℝ2 qui à t associe (t, g(t)). En supposant toujours que ]a, b[ désigne l'intervalle I, on obtient :
Il est parfois plus commode d'utiliser les coordonnées polaires pour exprimer l'arc paramétré, ce qui revient à utiliser les notations suivantes :
On en déduit :
{\displaystyle {\frac {\mathrm {d} y}{\mathrm {d} \theta }}=r'(\theta )\sin \theta +r(\theta )\cos \theta ,}
ce qui permet d'établir la formule :
En dimension 3 et sous les mêmes hypothèses, la formule prend la forme :

### Exemples

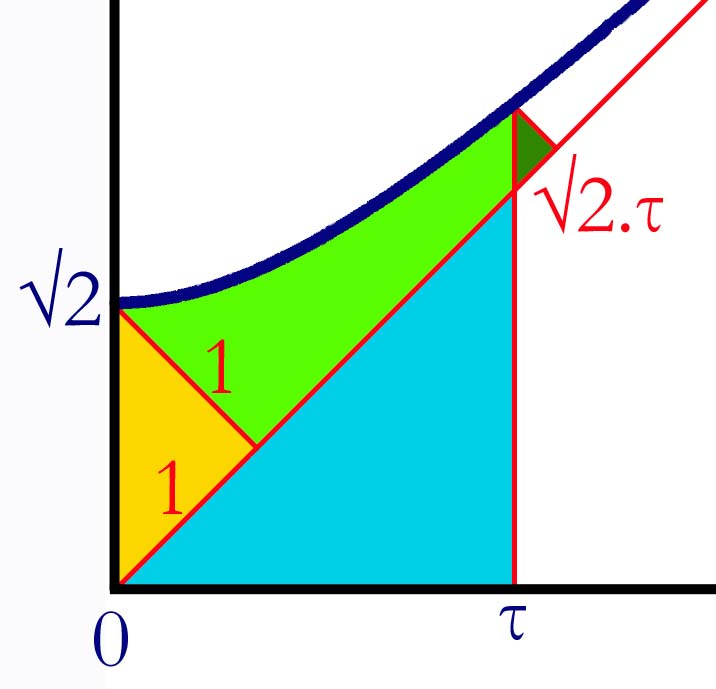

Sur le cercle trigonométrique, la longueur de l'arc ayant pour extrémités l'origine des arcs et le point du premier quadrant d'ordonnée {\displaystyle b} est :

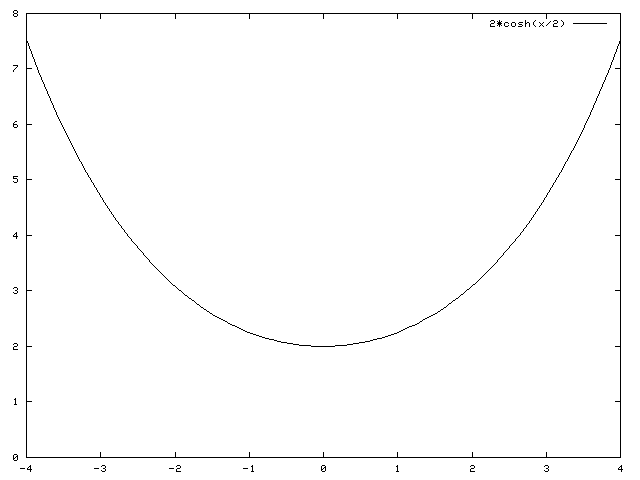
Courbe de la chaînette pour.

Au XVIIe siècle, le problème de la rectification d'un arc est à la pointe de la recherche. Sans les outils du calcul différentiel, ces questions demandent une grande imagination pour y répondre. Elles deviennent beaucoup plus aisées une fois connue la dérivée et sa relation avec l'intégrale. Un exemple est celui de la chaînette, courbe plane qui correspond à la forme que prend un câble lorsqu'il est suspendu par ses extrémités et soumis à son propre poids. Il est résolu en 1691 à la fois par Leibniz, Huygens et les frères Bernoulli. Si cosh désigne le cosinus hyperbolique et si a désigne un réel strictement positif, son équation est la suivante :
La longueur L0 de la chaînette entre le point d'abscisse 0 et celui d'abscisse x0 est donnée par la formule, si sinh désigne le sinus hyperbolique :

Spirale logarithmique.

La longueur d'une spirale logarithmique est d'abord déterminée sans l'usage du calcul différentiel. Puis, cet usage permet une résolution du problème de manière très simple, surtout si le paramétrage proposé est polaire si a est un réel strictement positif et b est strictement supérieur à 1 :
La longueur Lθ de la spirale entre le point origine et celui d'angle θ, qui peut être supérieur à 2π, est donnée par la formule suivante :

Paraboles de Neil pour différentes valeurs de a.

Un autre calcul est d'importance historique, celui de la parabole de Neil, qui correspond à la courbe d'équation y = ±ax3/2, si a est un entier strictement positif. Sa rectification est réalisée avant la découverte du calcul différentiel. La nouveauté apportée réside dans le fait que, si L0 désigne la longueur de la partie positive de la branche située entre 0 et x0, le résultat intermédiaire suivant est utilisé :
Une question de rectification est finalement liée à un problème de quadrature, c'est-à-dire au calcul d'une surface, base de la définition utilisée dans ce paragraphe. Finalement, on trouve :
Cette démarche permet de résoudre le problème de la rectification de la parabole. Si l'on choisit le paramétrage y = ax2, avec a un réel strictement positif, la longueur L0 de la branche située entre 0 et x0 s'exprime sous la forme d'une quadrature d'hyperbole, que l'on sait réaliser déjà depuis plus de 20 ans :
Si l'approche par la vitesse permet de résoudre aisément la question de la longueur de l'arche d'une cycloïde, égale à 8 fois le rayon du cercle, un problème en apparence aussi simple que de calculer la circonférence de l'ellipse en fonction des demi-axes conduit à des intégrales qu'on ne peut pas expliciter plus avant : on parle d'intégrales elliptiques de seconde espèce.
Les calculs sont analogues en dimension 3. L'article « Loxodromie » explicite un exemple.

## Géométrie différentielle

### Principe de Fermat

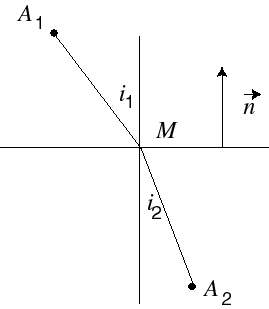
Le maître nageur, situé sur une plage en A_{1}, doit éviter une noyade située en A_{2} dans la mer. Il doit pour cela trouver le point M tel que le chemin le plus rapide pour lui soit composé du segment A_{1}M puis MA_{2}, dépendant du rapport de sa vitesse sur la plage et celle dans l'eau.

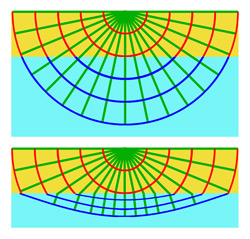
Les lois de Descartes peuvent se lire comme l'ajout d'un nouvel espace métrique.

Pierre de Fermat est un des précurseurs du calcul différentiel, avant Leibniz et Newton. Il propose une interprétation des lois de Snell-Descartes dans une lettre de 1662 et adressée à  Marin Cureau de la Chambre en énonçant un principe très général : « la nature agit toujours par les voies les plus courtes » qui implique les règles de propagation de la lumière pour l'optique géométrique.
L'intuition de Fermat est exacte. La vitesse de la lumière est plus lente dans l'eau ou dans du verre  que dans le vide ou dans l'air. La trajectoire de la lumière est en conséquence fonction du rapport des vitesses de la lumière dans les deux milieux. Il est possible d'illustrer ce principe par le problème dit du maître nageur, représenté sur la figure de gauche. Un maître nageur, situé au point A1 doit éviter une noyade en A2. Pour être le plus rapide possible, le maître-nageur doit trouver le point M situé à la frontière entre la plage et la mer tel que courir de A1 à M, puis nager de M à A2, soit le trajet le plus rapide. Comme il court plus vite qu'il ne nage, le point M se trouve nécessairement plus proche de A2 que le point du segment A1A2 à la frontière de la plage et de la mer.
Une autre manière de modéliser cette question est d'équiper l'espace d'une nouvelle distance d2, associée à la vitesse de déplacement de la lumière ou de celle du maître-nageur. La distance entre deux points est donnée par le temps nécessaire pour aller d'un point à un autre. Si C est un arc géométrique de paramétrage (I, f), et nA le rapport entre la vitesse du maitre nageur sur la plage et celle au point A, la longueur de l'arc C s'exprime par :
C'est maintenant la longueur d'un arc qui permet de définir la distance d2 : la distance entre deux points est la plus petite longueur d'un arc reliant ces deux points. La figure de droite illustre la géométrie de l'espace, vue avec les deux distances. L'espace équipé de la distance d2 est illustré en haut. Les trajectoires les plus courtes pour le maitre nageur sont les droites représentées en vert, et les points à égale distance de sa position sont les arcs de cercle, en rouge sur la plage et en bleu dans la mer. Cette même figure est reproduite sur la figure du bas, cette fois avec la distance usuelle. Comme le maître nageur est moins rapide dans l'eau, les portions de cercles dans la mer sont écrasées. Ce tassement déforme les portions de droites vertes qui se trouvent dans l'eau. Les angles obtenus, entre un segment vert sur la plage et son prolongement dans l'eau, suivent les lois de Descartes.

### Principe de moindre action

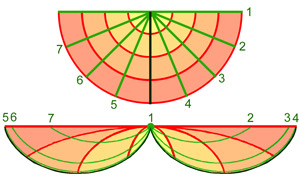
En mécanique, le principe de Fermat porte souvent le nom de principe de moindre action. Il est illustré ici pour la résolution du problème brachistochrone.

L'expression utilisée par Fermat pour décrire son principe est habile. Rien n'indique, dans sa formulation, qu'il est limité à l'optique géométrique. L'avenir lui donne raison. Une question, déjà abordée par Galilée sans succès en 1638, consiste à trouver la courbe que doit emprunter un point matériel glissant sans frottement pour aller le plus rapidement possible d'un point A à un point B. Le point B est supposé se trouver à une altitude inférieure ou égale à celle du point A pour que la question ait une solution. Cette question porte le nom de problème brachistochrone. Elle est remise à l'honneur par Jean Bernoulli en 1696 et posée comme défi aux lecteurs du journal Acta Eruditorum.
Une solution consiste encore à appliquer le principe de Fermat. Si la distance entre deux points A et B est mesurée par le temps nécessaire pour aller du plus haut au plus bas, l'espace est cette fois dilaté de manière parabolique sur l'axe vertical. En effet, si on appelle 1 la longueur parcourue verticalement en 1 unité de temps, la longueur parcourue verticalement en 2 unités de temps est de 4, puis celle parcourue en 3 est de 9, etc. Résoudre le problème brachistrochrone revient à trouver les lois de passage entre l'espace mesuré par la vitesse du point matériel et celui mesuré de la manière usuelle. La réponse est illustrée sur la figure de droite. Comme précédemment la figure du dessus représente l'espace mesurée à l'aide de la distance d2, correspondant à la vitesse du point matériel. On considère les trajectoires, vues avec la distance d2 comme des demi-droites issues d'un même point, où la vitesse du point est initialement nulle. Ces demi-droites sont régulièrement espacées d'un angle de π/8 sur la figure. En rouge sont indiquées les positions possibles du point au bout d'un temps fixe et régulier, 1, 2, 3 et 4 secondes. Les courbes rouges correspondent à ce que l'on appelle usuellement des demi-cercles.
Cette même figure, vue avec la distance usuelle est illustrée sous la première. Elle est un peu plus difficile à lire que celle correspondant à la géométrie précédente. Le plus simple est de commencer par la ligne verte numérotée 1. Elle correspond à un déplacement horizontal. Comme le point matériel possède une vitesse initiale nulle, son déplacement est nul et la droite est transformé en un point, noté 1 sur la figure du bas. La trajectoire noire correspond à une courbe dont la tangente initiale est verticale. Il n'existe pas une courbe possible, mais une infinité, dont deux sont illustrées sur la figure du bas, en noir. Ces courbes correspondent à des arches complètes de cycloïde. Toute arche de cycloïde de point initial celui de la figure correspond à une droite de tangente initiale verticale avec la distance d2. Cette situation est analogue pour l'image de toutes les demi-droites vertes de la figure supérieure. Ainsi, la demi-droite numéroté 2 correspond à une portion de cycloïde illustrée sur la partie basse de la figure, et toute homothétie de cette portion de cycloïde correspond aussi à une image de la demi-droite 2.
La technique utilisée pour résoudre le problème brachistochrone est de même nature que celle du paragraphe précédent en optique. On cherche l'arc le plus court pour une distance bien choisie. Le principe de Fermat prend parfois le nom de principe de moindre action, que Maupertuis redécouvre et énonce ainsi : « L'Action est proportionnelle au produit de la masse par la vitesse et par l'espace. Maintenant, voici ce principe, si sage, si digne de l'Être suprême : lorsqu'il arrive quelque changement dans la Nature, la quantité d'Action employée pour ce changement est toujours la plus petite qu'il soit possible. »

### Variété riemannienne

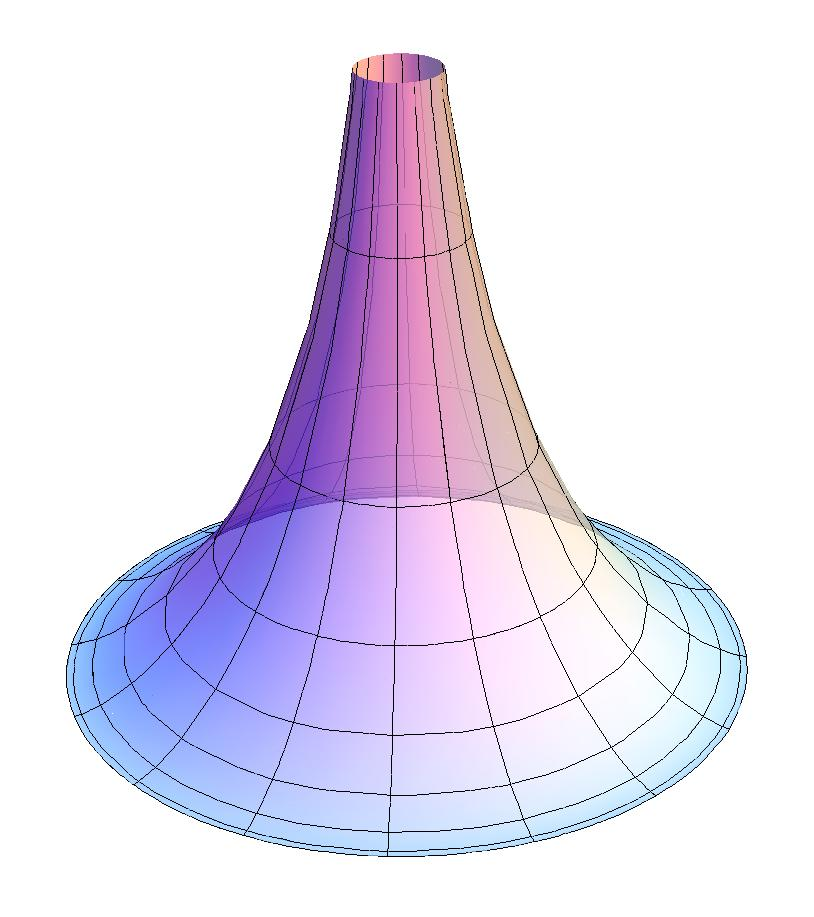
La définition de Riemann de la longueur d'un arc est le fondement d'une nouvelle manière de définir la distance.

Dans l'exemple du problème brachistochrone, l'équivalent de l'indice de réfraction correspond un facteur de compression de l'espace, à l'image de l'exemple d'optique. Comme ici l'espace a plutôt tendance à se dilater, l'indice est rapidement compris entre 0 et 1. Il est précisément égal à (2gh)-1/2 si h est l'altitude, comptée négativement. Pour résoudre l'équation différentielle de Newton, indiquant la trajectoire des planètes, la même méthode s'applique avec un coefficient cette fois ci, égal à a/h. Les calculs sont un peu plus simples et les arches de cycloïdes sont transformées en demi-cercles.

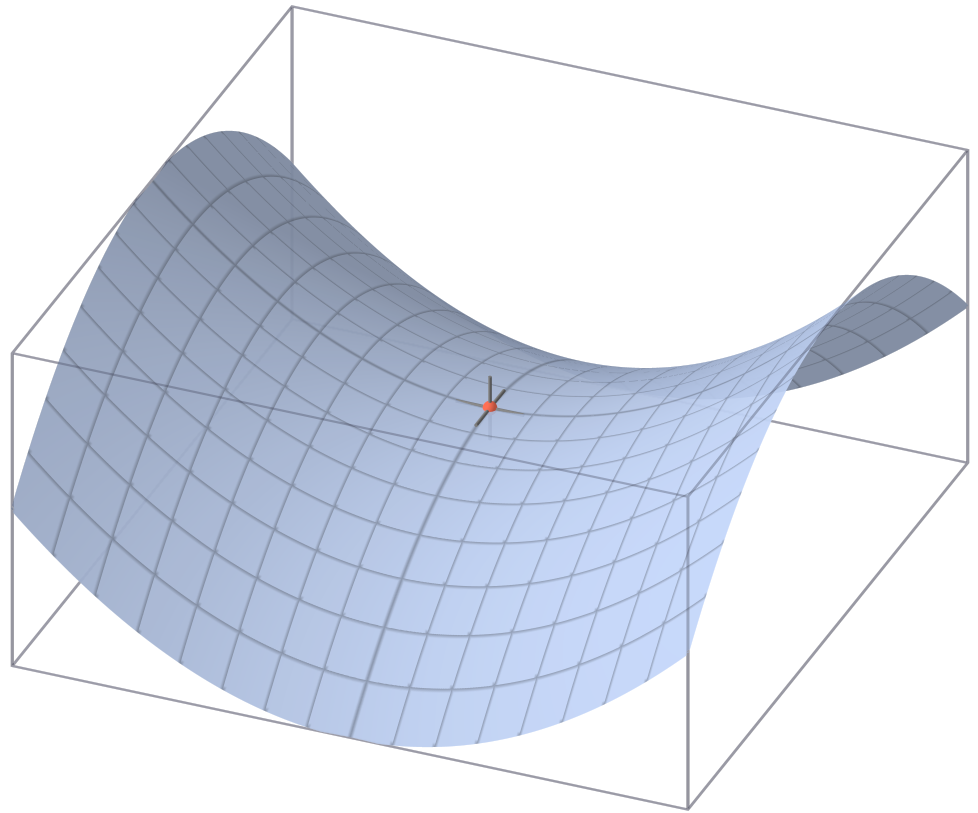
Une surface ayant en un point une courbure négative, ressemble localement à une selle de cheval.

Si Bernhard Riemann, un élève de Gauss, s'intéresse suffisamment à cette question pour en faire son sujet de thèse, ce n'est pas pour proposer une nouvelle méthode de résolution d'une célèbre équation différentielle, mais pour mieux comprendre la géométrie. Si l'on retire les points d'altitude 0 (un point d'altitude 0 est en effet à une distance non nulle de lui-même, ce qui ne fait guère sens), on obtient un espace métrique. Pour définir cette métrique, on commence par une nouvelle définition de la longueur LC d'un arc C de l'espace G qui, s'il est paramétré par (I, f) vaut dans le cas particulier étudié :
Chaque point p de G possède un espace tangent Tp, muni d'un produit scalaire et donc d'une norme. Dans le cas particulier du paragraphe, la norme est celle du plan, que multiplie le facteur de compression np proportionnel à l'inverse de l'altitude de p. La définition de la longueur d'un arc permet ensuite de définir la distance entre deux points. Elle est égale à la longueur du plus petit arc reliant ces deux points.
Qualitativement, l'espace que l'on vient de définir ressemble un peu à la figure de droite. Le formalisme de Riemann, consistant à d'abord définir la longueur d'un arc puis la distance, est finalement très puissant. Il permet de définir un large ensemble de géométries, dans lequel les concepts classiques comme les droites (qui prennent le nom de géodésiques), les cercles ou les courbures s'étendent. Cette méthode permet de définir des surfaces qui n'existent pas en dimension 3. Celle considérée dans ce paragraphe possède une courbure constante négative. La courbure en un point p correspond au produit des deux courbures les plus extrêmes que peuvent prendre les arcs paramétrés à l'aide d'une abscisse curviligne au point p. Si les deux cercles osculateurs se trouvent sur un ellipsoïde, on parle de courbure positive. s'ils se trouvent sur une selle de cheval, on parle de courbure négative. Aucune surface en dimension 3 ne possède de courbure négative constante, raison pour laquelle la géométrie décrite dans ce paragraphe n'est pas exactement celle de la figure de droite.

### Calcul des variations
Les trois paragraphes précédents ont un point commun, pour être opérationnel, ils nécessitent la capacité de trouver le plus court chemin entre deux points d'une surface ou d'une géométrie particulière, ce qui n'est pas, en général, une question facile.

Un optimum possède un gradient nul.

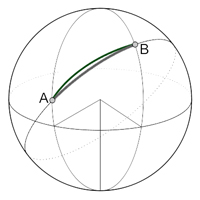
L'équation d'Euler-Lagrange détermine le gradient qui, à un espace de courbes associe sa longueur.

La méthode la plus fructueuse s'apparente à celle de la géométrie différentielle. En dimension finie, et sous les bonnes hypothèses, un point optimal possède une approximation linéaire tangente plate, illustrée sur la figure de gauche. En terme mathématiques, cela signifie que le gradient de la fonction à optimiser est nul sur un point extrémal.
C'est une méthode de cette nature qu'utilise Bernoulli pour résoudre le problème brachistochrone. Elle est illustrée sur la figure de droite, une petite variation autour du chemin optimal ne change pas sa longueur, au premier ordre. Ainsi le chemin  proche de l'optimal, illustré en vert, est au premier ordre, de même longueur que la courbe optimale, illustrée en gris. Leonhard Euler affine la méthode et propose une première démonstration de la résolution du problème isopérimétrique consistant à trouver l'arc fermé d'une longueur donnée et enserrant une surface de plus grande aire possible. (La démonstration d'Euler est proposée dans l'article Multiplicateur de Lagrange.) En 1755, Lagrange écrit une lettre à Euler. Elle porte sur le calcul de la courbe tautochrone, correspondant à une question analogue au problème brachistochrone. Cette correspondance est le début d'un long travail commun et permet d'établir l'équation d'Euler-Lagrange, une méthode très générale pour trouver les géodésiques. 
Si l'équation d'Euler-Lagrange est suffisante pour résoudre le problème tautochrone, il est parfois nécessaire de l'enrichir, par exemple pour trouver la courbe de la chaînette, c'est-à-dire la position qu'occupe au repos un câble de densité linéaire (les physiciens emploient l'expression masse linéique) constante, soumis à la gravité. La méthode est enrichie par celle du multiplicateur de Lagrange.
Les mathématiques du XVIIIe siècle sont encore insuffisantes pour démontrer rigoureusement la pertinence des calculs d'Euler et de Lagrange. Leur connaissance en analyse fonctionnelle est encore bien trop limitée. Ces méthodes, qui prennent le nom de calcul des variations, deviennent vraiment rigoureuses sous l'influence de Karl Weierstrass au XIXe siècle et surtout les travaux de Banach et Sobolev au XXe siècle.

### Espace de Sobolev
Posons la question en termes flous : deux courbes « proches » ont-elles des longueurs voisines ?
Voici un exemple négatif. On prend le graphe de la fonction constante égale à 0 sur [0, 1]. Celui-ci est de longueur 1. On fabrique facilement une suite de fonctions continues sur [0, 1], rectifiables, qui converge uniformément vers f et dont la longueur ne converge pas vers 1.
Par exemple : f1 est une fonction triangle avec des pentes 1 sur [0, 1/2] et –1 sur [1/2, 1]. Puis f2 est une fonction formée de deux triangles, avec des pentes 1 sur [0, 1/4], –1 sur [1/4, 1/2], 1 sur [1/2, 3/4], –1 sur [3/4, 1], et ainsi de suite (4,8,16 triangles…). Chacune des fonctions fn a un graphe de longueur √2, et par ailleurs il y a bien convergence uniforme vers f.
Pour obtenir des résultats de continuité pour l'application « longueur », il ne faut donc pas travailler avec la norme de la convergence uniforme. Il faudrait plutôt une norme du type de celles des espaces de Sobolev.

## Définition de Jordan

### Motivation
Pendant 150 ans, la définition du XVIIe siècle remplit les besoins des mathématiciens, au besoin avec la généralisation de Riemann. Encore maintenant, il n'est pas rare qu'elle soit utilisée quand le sujet se limite à de la géométrie différentielle. Durant la deuxième moitié du XIXe siècle, de nouvelles questions imposent une approche plus générale.
Les courbes étudiées ne possèdent plus systématiquement une origine spécifiquement mécanique ou cinématique mais proviennent aussi d'autres branches des mathématiques. Giuseppe Peano découvre la courbe qui porte maintenant son nom et qui recouvre intégralement la surface d'un carré de côté 1. Hermann Minkowski utilise des convexes pour résoudre des questions de théorie algébrique des nombres. Les frontières de ces convexes, s'ils sont dans un plan euclidien, peuvent parfois être paramétrées comme des arcs.

Il est possible d'approximer aussi précisément que souhaité la longueur d'un arc par une ligne polygonale, si cette longueur est finie.

Camille Jordan est un précurseur dans l'étude des courbes du plan euclidien ayant une autre origine que cinématique. Il essaie de résoudre certaines questions apparemment anodines comme celle du théorème portant son nom, ce résultat traite d'une courbe fermée et simple. Fermée signifie que l'image des extrémités du segment de définition sont confondues et simple que l'unique point double est l'extrémité. Une telle courbe sépare le plan en deux parties connexes, l'intérieur et l'extérieur de la courbe.
Pour supporter un tel développement, il est nécessaire de ne pas se limiter aux arcs géométriques de classe C1. Jordan propose une nouvelle définition de la longueur fondée sur une démarche plus proche de celle d'Archimède que des analystes du XVIIe siècle. Une méthode intuitive pour comprendre sa logique consiste à poser une corde le plus précisément possible sur l'arc que l'on désire mesurer. Pour pouvoir aisément calculer la longueur de la corde, on lui impose de suivre un trajet polygonal. On punaise les sommets de la corde sur l'arc étudié, de telle manière à ce que les punaises se succèdent, comme sur la figure de droite. En ajoutant de plus en plus de punaises, on impose à la corde de suivre de plus en plus précisément l'arc. Une fois accrochée une infinité de punaises régulièrement espacées on obtient la longueur recherchée. Si cette approche possède l'avantage d'être pertinente, même dans le cas d'un arc non dérivable, donner un sens rigoureux à l'idée d'une infinité de punaises régulièrement espacées serait un peu délicat. Jordan propose plutôt la borne supérieure des longueurs des différentes cordes imaginables, attachées avec un nombre fini de punaises. Cette démarche allie la rigueur avec une généralisation de la longueur aux arcs non nécessairement dérivables.
Par delà le fait de pouvoir traiter des courbes non dérivables, de nouvelles méthodes deviennent utilisables qui ne l'étaient pas avec la définition précédente. Un exemple est donné avec le théorème isopérimétrique. Ce théorème stipule que toute surface possède une aire plus petite que celle du disque de même périmètre. Certaines démonstrations, présentées dans l'article sur cette question, nécessitent la définition de longueur au sens de Jordan.

### Approche formelle
L'ensemble d'arrivée n'est maintenant plus nécessairement euclidien, (E, d) désigne dans ce paragraphe un espace métrique et I toujours un intervalle de ℝ. Le couple (I, f) est un arc, c'est-à-dire une fonction continue de I dans E. La logique suivie pour la définition est proche de celle utilisée pour l'intégrale de Riemann. Soit S une suite finie a0, … , an strictement croissante d'éléments de I. Une telle suite est appelée une subdivision de l'intervalle [a0, an] de I.
À la suite S on peut associer la longueur L(S), définie par :

Un arc n'est pas toujours rectifiable, cette figure illustre un contre-exemple.

La valeur L(S) est appelée ici longueur de la ligne polygonale de sommets les images de la suite S par f. L'inégalité triangulaire impose de définir la longueur de l'arc C comme supérieure à celle d'une ligne polygonale associée à une subdivision d'un intervalle de I. La ligne droite que suit la ligne polygonale entre deux sommets consécutifs est en effet le chemin le plus rapide entre ces deux points et passer par la courbe C est nécessairement plus long. En revanche, si la subdivision est très fine, on peut espérer obtenir une bonne approximation de la longueur de C, ce qui justifie la définition suivante :
- La longueur de l'arc C est la variation totale de f, c'est-à-dire la borne supérieure de l'ensemble des longueurs des lignes polygonales de sommets les images d'une subdivision d'un intervalle de I.

Une telle définition n'impose pas à la longueur d'être finie. Par exemple une droite est de longueur infinie. Des contre-exemples moins triviaux sont donnés par la figure de droite ou encore la courbe de Peano, qui est continue mais nulle part dérivable, et dont l'image du segment [0,1] est l'ensemble des points d'un carré de côté 1. Ceci donne lieu à la définition suivante :
- Un arc est dit rectifiable si sa longueur est finie.

### Propriétés
- La longueur d'un arc géométrique est supérieure à la distance qui sépare les extrémités, si elles existent.
Cette proposition n'est que la généralisation de l'inégalité triangulaire. Dans un espace euclidien, la trajectoire la plus courte entre deux points est le segment de droite. Tout support d'arc géométrique d'extrémités ces deux points est nécessairement plus long. Cette proposition n'a d'intérêt que si les deux extrémités ne sont pas confondues, comme pour le cercle.
- La longueur de deux supports géométriques d'arcs qui partagent une extrémité est la somme des longueurs des deux supports.
Cette proposition est encore très intuitive. Suivre une route qui va de A à B, puis continuer jusqu'à un point C représente la même longueur que suivre la même route pour aller de A à C.
- Si l'ensemble d'arrivée est un espace affine, muni d'une distance issue d'une norme, alors une homothétie d'un rapport k, appliquée à un arc géométrique, accroit la longueur de l'arc d'un rapport k.

Une dernière propriété est utile pour assurer la cohérence de la définition de longueur. Ici E désigne à nouveau un espace euclidien :
- Soit (I, f) un arc paramétré de classe C1 rectifiable. L'intégrale de la norme de la dérivée de f sur l'intervalle I est convergente et la longueur L de l'arc (I, f) au sens de Jordan est égale à celle définie par l'intégrale de la norme de sa dérivée.

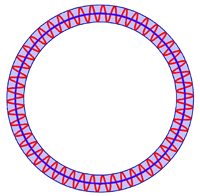
La fonction qui à un arc associe sa longueur n'est pas continue.

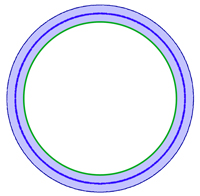
En revanche elle est semi-continue inférieurement.

Les fonctions bornées de I dans E sont dotées de la distance de la continuité uniforme. Il est naturel de s'interroger sur la continuité de la fonction qui, à un arc, associe sa longueur. La figure de gauche montre que cette fonction n'est pas continue. En effet, dire qu'un arc, en rouge sur la figure, est proche d'un autre, le cercle bleu sur la figure, signifie que l'arc se trouve dans une espèce de tube, de petite largeur. La courbe en rouge montre qu'il est possible de construire une telle courbe qui oscille suffisamment pour avoir une longueur très différente. En revanche, si la courbe rouge est proche de la bleue, sa longueur ne peut être beaucoup plus petite que la bleue. Celle de plus petite longueur est illustrée à droite en vert. On parle de semi-continuité inférieure.
- La fonction « longueur » (i.e. variation totale), à valeurs dans [0, +∞], est semi-continue inférieurement sur l'espace (muni de la distance de la convergence uniforme) des fonctions bornées de I dans un espace métrique E.

En effet, pour toute subdivision σ d'un intervalle de I, la fonction f ↦ V(f, σ) est continue, donc la fonction longueur est semi-continue inférieurement, comme borne supérieure des V(f, σ).

## Contenu de Minkowski

### Motivation

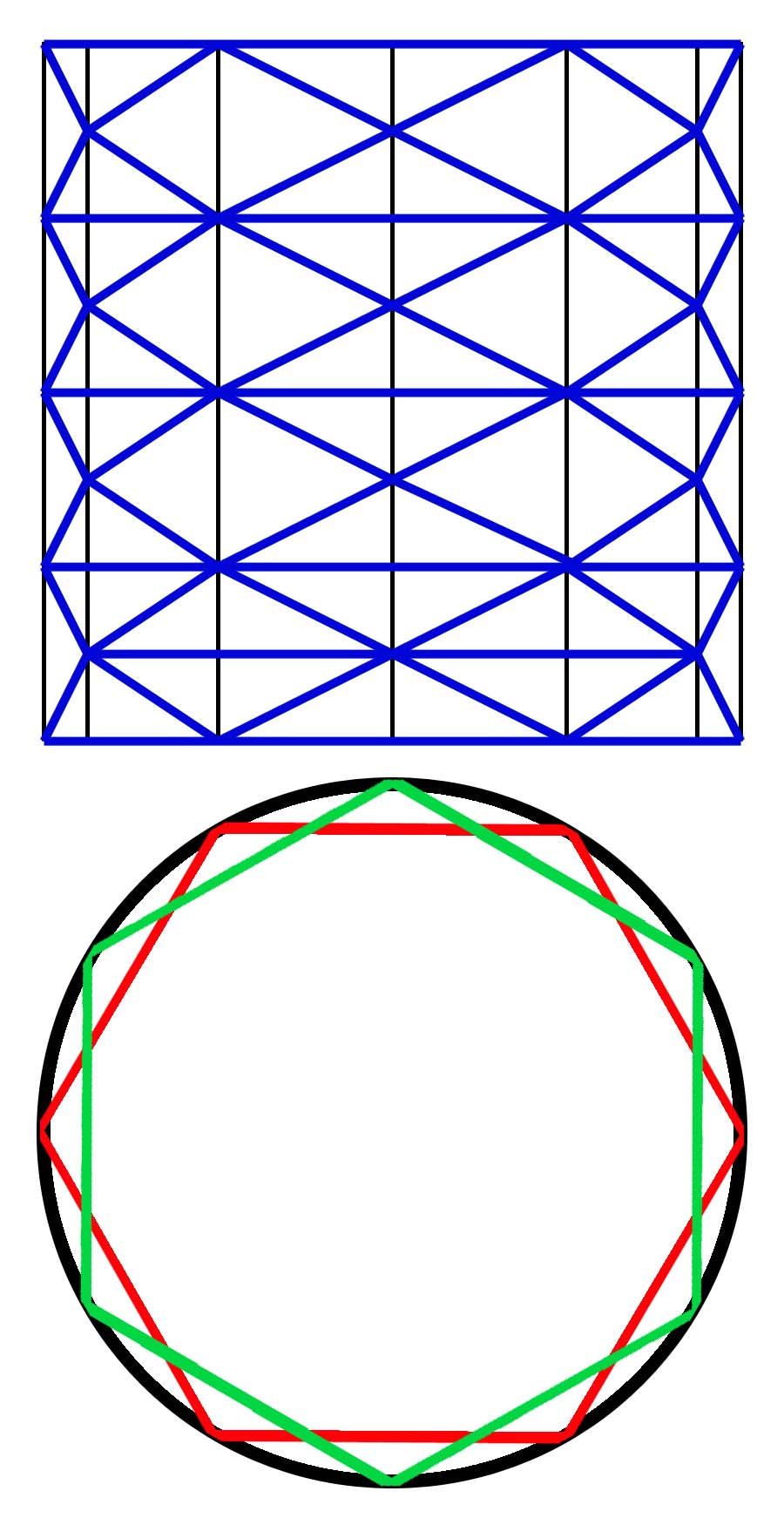
Un lampion peut posséder une surface plus grande que celle du cylindre qui le circonscrit.

Minkowski s'intéresse surtout aux courbes fermées et simples car elles définissent une frontière d'un espace compact dans le plan euclidien. Les résultats qu'il établit sont particulièrement intéressants s'il peut les généraliser aux dimensions supérieures.
Les outils issus de la géométrie différentielle ne sont pas toujours très adaptés pour cela. Un exemple est donné par le théorème isopérimétrique, dans le cas général on cherche à démontrer qu'un solide d'un espace euclidien de dimension n possède un volume plus petit que celui de la boule de même surface. Le terme de boule de rayon r désigne l'ensemble des points à une distance inférieure à r d'un point donné appelé centre. Il n'est pas trop complexe de montrer que la courbure moyenne en chaque point d'une surface, frontière d'un solide qui atteint l'optimum isopérimétrique, est nécessairement constante. En dimension 2, il est très simple de montrer que l'unique courbe simple et fermée de courbure moyenne constante est le cercle, une démonstration naturelle est l'œuvre de Hurwitz et utilise l'inégalité de Wirtinger. En dimension 3, la démonstration est connue, mais elle est suffisamment technique pour ne dater que du début du XXe siècle. Le cas général n'est toujours pas démontré.

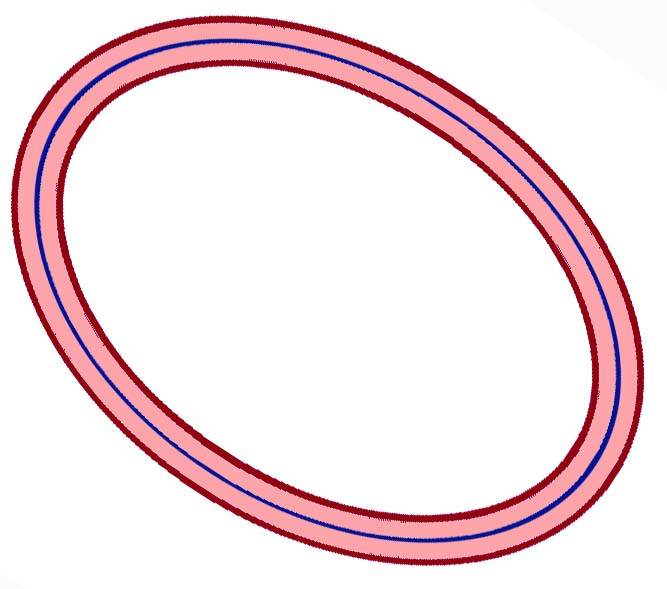
Le contenu 1-dimensionnel d'un lacet simple correspond à la longueur de l'arc, au sens de Jordan.

La définition de Jordan pour la longueur d'une courbe n'est pas adaptée non plus car elle ne se généralise pas directement aux dimensions supérieures. La généralisation naturelle consisterait à définir l'aire de la surface d'une portion de cylindre comme la borne supérieure de la surface d'un polyèdre dont les sommets se trouveraient sur la frontière du cylindre. L'exemple sur la droite illustre l'inconsistance d'une telle généralisation. Le polyèdre utilisé est un lampion dont les sommets sont situés sur des hexagones parallèles, chaque fois décalés d'un douzième de tour. Si les plans des hexagones se rapprochent de plus en plus, la surface du polyèdre augmente jusqu'à l'infini.
Minkowski trouve une solution pour définir la longueur d'un arc qui résiste au passage à une dimension supérieure. Son approche intuitive est différente de celles considérées jusqu'ici. Il ne s'appuie pas comme Jordan sur la longueur d'une ligne polygonale, mais directement sur la fonction volume de l'espace euclidien de dimension n. Cette fonction est en général définie par la mesure de Lebesgue. Pour une valeur ε, suffisamment petite, il considère les points à une distance inférieure à ε de la courbe C qu'il étudie. Il obtient un ensemble, illustré en rose sur un exemple en dimension 2 sur la figure de gauche, la courbe C est représentée en bleu. Un tel ensemble est appelé un tube.
Si la valeur ε diminue, le volume du tube se rapproche du produit de la longueur de l'arc par le volume de la boule de dimension n – 1 et de rayon ε. Dans le cas du cercle de rayon r et en dimension 2, le tube est constitué de la zone de l'espace compris entre un cercle de rayon r + ε et un autre de même centre et de rayon r – ε. Son volume est exactement 2πr que multiplie 2ε. En dimension 3, le tube est un tore, une fois encore son volume est exactement le produit de 2πr par la surface d'un disque de rayon ε. Cette définition, si elle est un peu plus complexe à mettre en œuvre, se généralise aisément aux dimensions supérieures.

### Formalisme
Minkowski et Hausdorff développent des outils permettant de mieux appréhender l'étude générale des solides. L'ensemble étudié est celui des compacts non vides d'un espace euclidien E, de dimension n. La somme de Minkowski associe à deux ensembles A et B le solide A + B composé des sommes d'éléments de A et de B. Cet ensemble est équipé d'une distance, dite distance de Hausdorff. Le tube étudié correspond à la somme d'un compact C, correspondant à la courbe dont on souhaite mesurer la longueur et de la boule de rayon ε, il est noté ici Cε.
Si la courbe C est simple et fermée et de classe C2, alors le volume du tube Vol(Cε) s'exprime en fonction de la longueur LC de l'arc C et du volume Vol(Bn-1(ε)) de la boule d'un espace euclidien de dimension n – 1 et de rayon ε, ceci à condition que ε reste suffisamment petit :
Si la courbe n'est pas fermée, l'égalité reste vraie si l'on ajoute le volume d'une boule de rayon ε en dimension n. En effet, deux demi-boules vont s'ajouter, chacune à l'une des extrémités de la courbe, on obtient :
Quelle que soit la configuration précédente, on obtient une nouvelle manière de définir la longueur d'un arc :
- Le contenu 1-dimensionnel d'un ensemble C d'un espace euclidien de dimension n, noté M1(C), est la limite suivante, quand elle existe :

Cette définition est bien une généralisation de la longueur définie précédemment :
- Si C est l'ensemble d'arrivée d'un arc paramétré compact de classe C2, la longueur de C est égale à son contenu 1-dimensionnel.

Cette définition est particulièrement pertinente dans le cas de l'étude de la longueur de la frontière d'une surface S compacte en dimension 2 de frontière C. Si la frontière est paramétrable par un arc de classe C2, on dispose du théorème suivant, appelé formule de Steiner-Minkowski :
- La longueur LC de l'arc C est égale à la limite suivante :

Le contenu de Minkowski permet de généraliser à de nombreuses surfaces cette formule.

### Courbe fractale

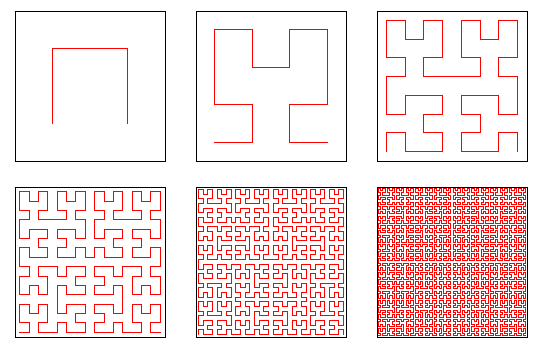
La courbe de Peano possède une image mesurable, mais cette mesure correspond à celle d'une surface.

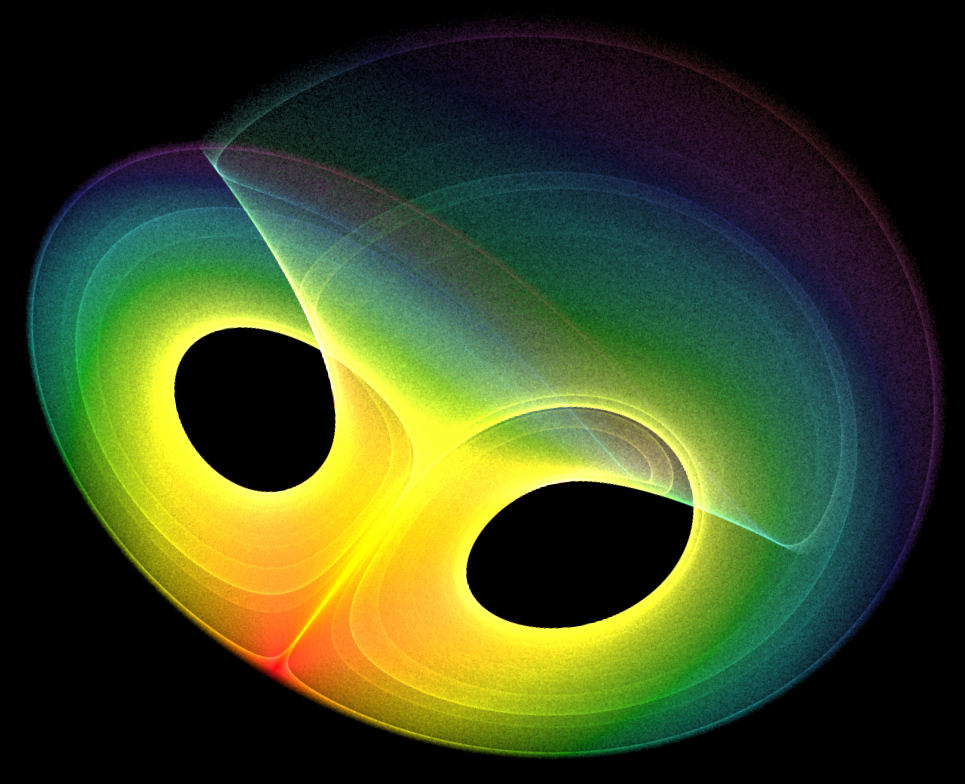
L'attracteur de Lorenz n'est ni de dimension 1, ni de dimension 2.

Dès 1872, Karl Weierstrass montre qu'une courbe peut avoir un comportement étrange ; il construit un exemple d'arc, par définition continu, et nulle part différentiable. Plus tard, Peano construit sa courbe, dont l'image est l'ensemble des points d'un carré de côté 1. En 1904, le mathématicien suédois von Koch trouve un exemple concret de courbe répondant au cahier des charges de Weierstrass, à travers un étrange flocon. Tous ces exemples correspondent à ce qui est maintenant appelé une fractale.
Cette famille de courbes, initialement considérées comme un peu pathologiques, s'avère essentielle pour une meilleure compréhension de certaines branches des mathématiques. L'étude d'un système dynamique comme celui de Lorenz porte sur une équation différentielle dont le comportement limite se situe à l'intérieur d'une zone géométrique définie par une telle courbe (pour être plus précis, la zone correspond à l'adhérence d'une telle courbe).
Pour l'analyse de telles courbes, un équivalent de la longueur s'avère nécessaire. Or pour la courbe de Peano, la définition différentielle n'a pas de sens et celle de Jordan donne l'infini. Si le contenu 1-dimensionnel de Minkowski donne aussi l'infini, il n'est pas très compliqué de l'adapter pour trouver une réponse qui a du sens. Si P désigne l'ensemble d'arrivée de la courbe de Peano :
Ici, Pε désigne l'ensemble des points à distance inférieure à ε de P. L'astuce a consisté à diviser le rapport, non pas par le volume d'une boule (n – 1)-dimensionnelle, mais (n - 2)-dimensionnelle. Pour une nappe de classe C2 et de dimension 2, le contenu correspond à la mesure de la surface. Pour l'attracteur de Lorenz ou le flocon de Koch, aucun entier k ne permet de définir un contenu (n – k)-dimensionnel qui ne soit ni 0 ni l'infini. En revanche, il est possible d'utiliser une définition du volume d'une boule de dimension {\displaystyle \zeta } qui ait du sens, même si ζ n'est pas un entier :
Ici Γ désigne la fonction gamma. Le contenu de Minkowski se généralise ainsi à des dimensions non entières. Cette dimension, qui permet de donner un sens à la longueur d'un arc, est appelée dimension de Hausdorff.